# Chealea
Chealea es una comuna (khum) del distrito de Batheay, en la provincia de Kompung Cham, Camboya. En marzo de 2008 tenía una población estimada de 6794 habitantes.
Se encuentra ubicada en la llanura camboyana, a escasa distancia del río Mekong y al sureste del lago Sap (Tonlé Sap).